# Affaire des écoutes téléphoniques Djibrill Bassolé-Guillaume Soro
Pour les articles homonymes, voir Affaire des écoutes.
 (septembre 2022).
L'article doit être relu — et modifié si nécessaire — par des contributeurs indépendants pour apporter un regard critique aux contributions effectuées en violation des conditions d'utilisation de Wikipédia, tant sur la forme (notamment concernant le style encyclopédique, la proportionnalité) que sur le fond (la neutralité de point de vue, la qualité et l'indépendance des sources).
L'affaire des écoutes téléphoniques Djibrill Bassolé-Guillaume Soro est une affaire politique ivoiro-burkinabé.
Après le coup d'État de 2015 au Burkina Faso, une écoute téléphonique entre deux voix attribuées à Guillaume Soro et Djibrill Bassolé est diffusée sur les réseaux sociaux et laisse penser que ces derniers seraient impliqués dans le coup d'état. L'authenticité en est toujours discuté.

## Personnalités concernés
- Yacouba Isaac Zida, Premier ministre du gouvernement de transition burkinabè,
- Djibrill Bassolé[3], ancien ministre des Affaires étrangères burkinabé,
- Hamed Bakayoko, ministre de l’Intérieur et de la Sécurité ivoirien,
- Guillaume Soro, président de l’Assemblée nationale ivoirienne,
- Gilbert Diendéré, ancien chef d’état-major particulier de Blaise Compaoré,
- Salif Diallo, bras droit de Roch Marc Christian Kaboré,
- Chérif Sy, président du Conseil national de transition burkinabè,
- Alassane Dramane Ouattara, Président ivoirien,
- Roch Marc Christian Kaboré, Président burkinabè,
- Moustapha Ould Limam Chafi, ancien conseiller de Blaise Compaoré[4].

## Contexte
Deux mois après un coup d’État au Burkina Faso en septembre 2015, un enregistrement audio de deux voix semblant soutenir le putsch manqué est publié sur les réseaux sociaux. Les deux voix y développent différentes actions à mener pour faire réussir la tentative de coup d’État et se disent être à l'origine des exécutions des hommes politiques ivoiriens tels que Désiré Tagro et Ibrahim Coulibaly.
Les deux voix sont attribuées à Djibrill Bassolé et Guillaume Soro. Ces derniers nient toutefois l'authenticité de cette écoute.

## Débats sur l'authenticité
Isaac Zida  affirme que ces enregistrements sont authentiques.
En parallèle, selon le site web de Guillaume Soro, le gouvernement du Burkina réfute l’authenticité de cet enregistrement. Le 23 mars 2016, Guillaume Soro publie sur son blog, un livre pour se défendre dans l’affaire des écoutes.
En février 2016, une expertise réalisée par Norbert Pheulpin, membre du collège national des experts judiciaires en acoustique, et commandée par un avocat français, William Bourdon, vient corroborer la thèse du montage.
On peut lire dans les conclusions de l'analyse rédigées par l'expert que « la pièce audio concernée ne peut être présentée comme étant l'enregistrement intègre d'une interception téléphonique classique (...) l'hypothèse d'une intervention de type montage peut être objectivement retenue ». La justice militaire burkinabè renonce le 6 juin 2016 à son mandat d'arrêt contre Guillaume Soro, demandant à la Côte d'Ivoire elle-même de poursuivre Guillaume Soro.
Le président de la Côte d'Ivoire a refusé de se prononcer. Un ministre du gouvernement burkinabé s'exprime et annonce qu'une bande son est en cours d'authentification. Le 22 janvier 2016, l'assemblée nationale de Côte d'Ivoire se prononce et soutient Guillaume Soro.
Le Premier ministre ivoirien Daniel Kablan Duncan en Suisse au Forum économique mondial de Davos propose de rester zen.

## Enregistrements
L'enregistrement initial est rendu disponible sur un compte Soundcloud.
Cet enregistrement est rendu public par l'intermédiaire de Théophile Kouamouo, journaliste réputé proche du régime de l'ex-chef de l'État ivoirien Laurent Gbagbo. L'affaire prend de l'ampleur dans les médias. Médiapart diffuse des fragments de l'enregistrement.
RFI divulgue d'autres enregistrements attribués à d'autres hauts responsables tels le général Soumaïla Bakayoko, chef d'état-major de l'armée ivoirienne, le lieutenant-colonel ivoirien Zacharia Koné, ancien commandant de zone du temps de la rébellion ivoirienne,.
Des morceaux sont transcrits et repris dans les journaux, tels RFI, Le Monde...

## Conséquences judiciaires
En visite à Paris lors de la COP21, Guillaume Soro fait l'objet d'un mandat d'amener émis par une juge française. La Côte d'Ivoire proteste officiellement contre ce mandat. Mandat qui est ensuite levé par la justice française du fait du caractère officiel de la visite du président de l'Assemblée nationale de Côte d'Ivoire.
Le Burkina Faso lance un mandat d'arrêt international le 8 janvier 2015 contre Guillaume Soro et saisit Interpol. Il est accusé par la justice burkinabè d’avoir soutenu le putsch raté du général Gilbert Diendéré le 17 septembre 2015.
Le 6 juin 2016, le Burkina Faso demande à la Côte d'Ivoire de poursuivre Guillaume Soro. Elle renonce ainsi au mandat d'arrêt qui avait été émis.